# Sungai Simbar
Sungai Simbar is een bestuurslaag in het regentschap Indragiri Hilir van de provincie Riau, Indonesië. Sungai Simbar telt 4546 inwoners (volkstelling 2010).